# Lazarus Wihl
Lazarus Wihl, né en 1825 à Cologne et mort le 8 janvier 1871 à Mustapha en Algérie, est un portraitiste et peintre d’histoire allemand.

## Biographie
Il étudie la peinture à l'Académie des beaux-arts de Düsseldorf, auprès de Rudolf Wiegmann et de Karl Ferdinand Sohn.
Il expose au Salon parisien de 1861 à 1868.
Portraitiste, il enseigne son art à Anaïs Beauvais.
Il meurt à l'Agher, en Algérie, à l'âge de 46 ans.

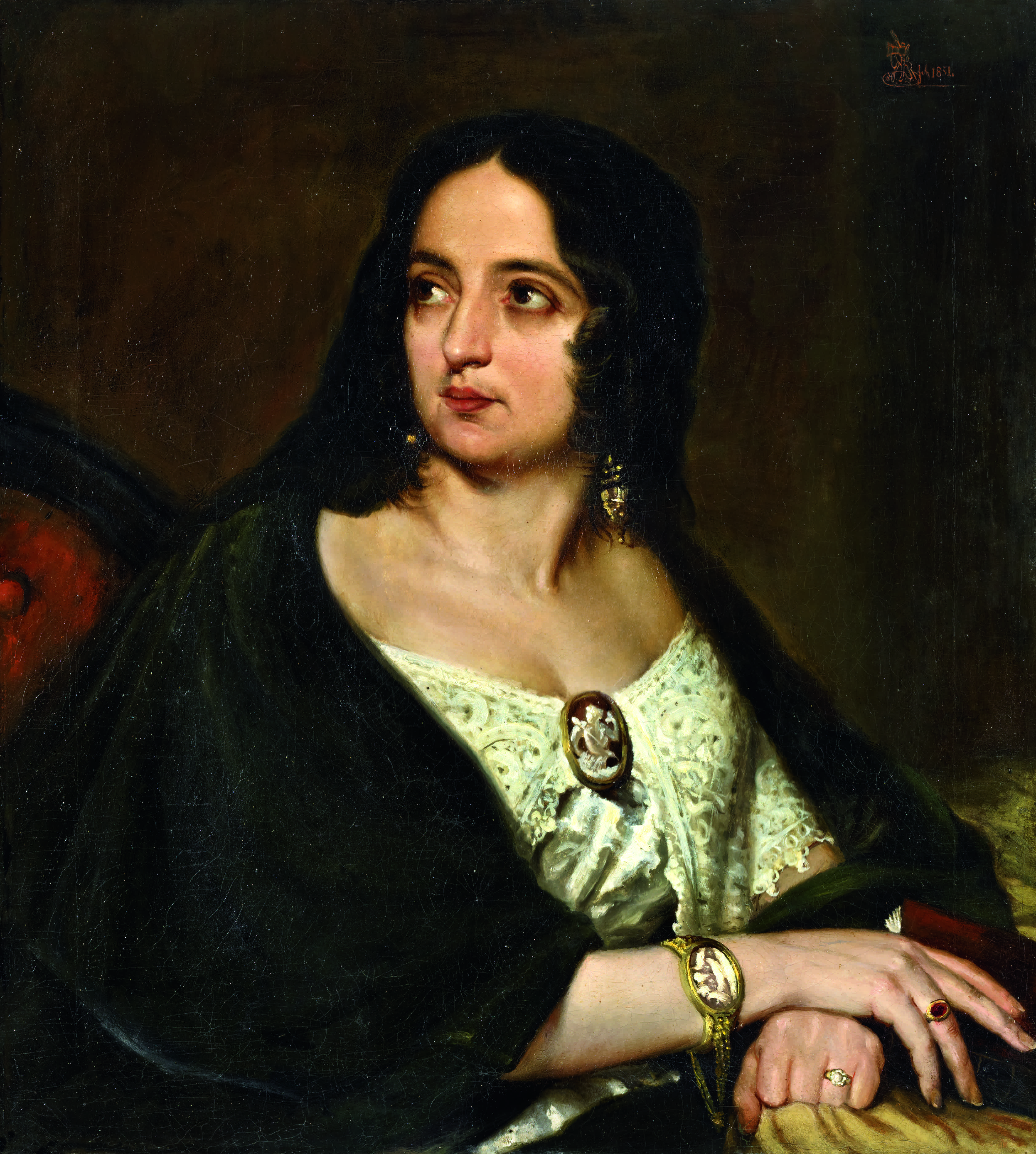
Portrait de l'écrivain Fanny Lewald, 1851.

## Participation aux Salons parisiens
- Portrait de femme, au Salon de 1861
- Portrait de M. P…, au Salon de 1861
- Tête de nègre, au Salon de 1861, étude
- Un nain, au Salon de 1863
- Portrait du Dr S., au Salon de 1864
- Portrait de M. A. d’E…, au Salon de 1865
- Portrait de Mme R…, au Salon de 1865
- Portrait de M. Faure, de l’Académie Impériale de Musique, dans le rôle de Don Juan, au Salon de 1867
- Portrait de M. G. F…, au Salon de 1867
- Portrait de M. P. P., au Salon de 1868